# Bielawy (gmina Strzałkowo)
Bielawy – wieś w Polsce położona w województwie wielkopolskim, w powiecie słupeckim, w gminie Strzałkowo.
W latach 1975–1998 miejscowość należała administracyjnie do województwa konińskiego.
Wieś o charakterze rolniczym położona do końca zaborów przy samej granicy niemiecko-rosyjskiej, po stronie zaboru niemieckiego. Swoją nazwę zawdzięcza widokowi od strony Słupcy, skąd - bardzo żyzne ziemie rodzące dorodne, wysokie zboża i okazałe zabudowania gospodarstw bieliły się przed oczyma obserwujących widnokrąg w świecącym od południa słońcu. We wsi kilka specjalistycznych wielkoobszarowych gospodarstw rolnych, obecnie częściowo zajmujących się uprawą warzyw na skalę przemysłową. W latach siedemdziesiątych XX wieku silny ośrodek hodowli owiec i uprawy rzadkich roślin.
Ciężkie gleby dają możliwość uzyskania wysokich plonów w różnorodnych uprawach. Najpopularniej uprawiane rośliny poza pszenicą i innymi zbożami to: kukurydza, gorczyca, burak cukrowy, rzepak, a dawniej również trawa nasienna i inne. Doskonałym glebom występującym na tym terenie zawdzięcza również swoją nazwę pobliska wieś Skarboszewo [pocz. "Skarbięcice"].